# Heiligste Dreifaltigkeit (Sulzberg)

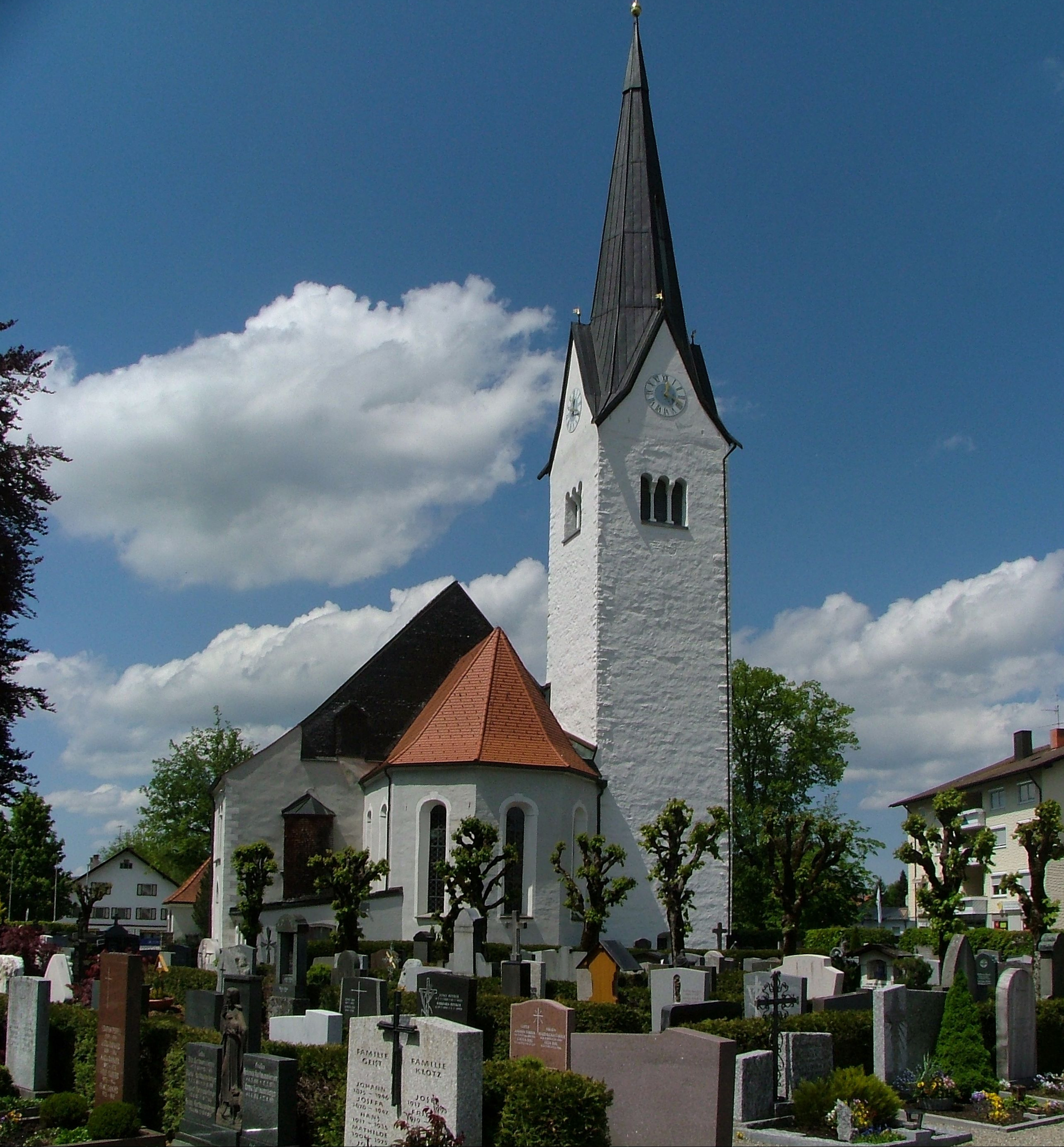
Heiligste Dreifaltigkeit in Sulzberg

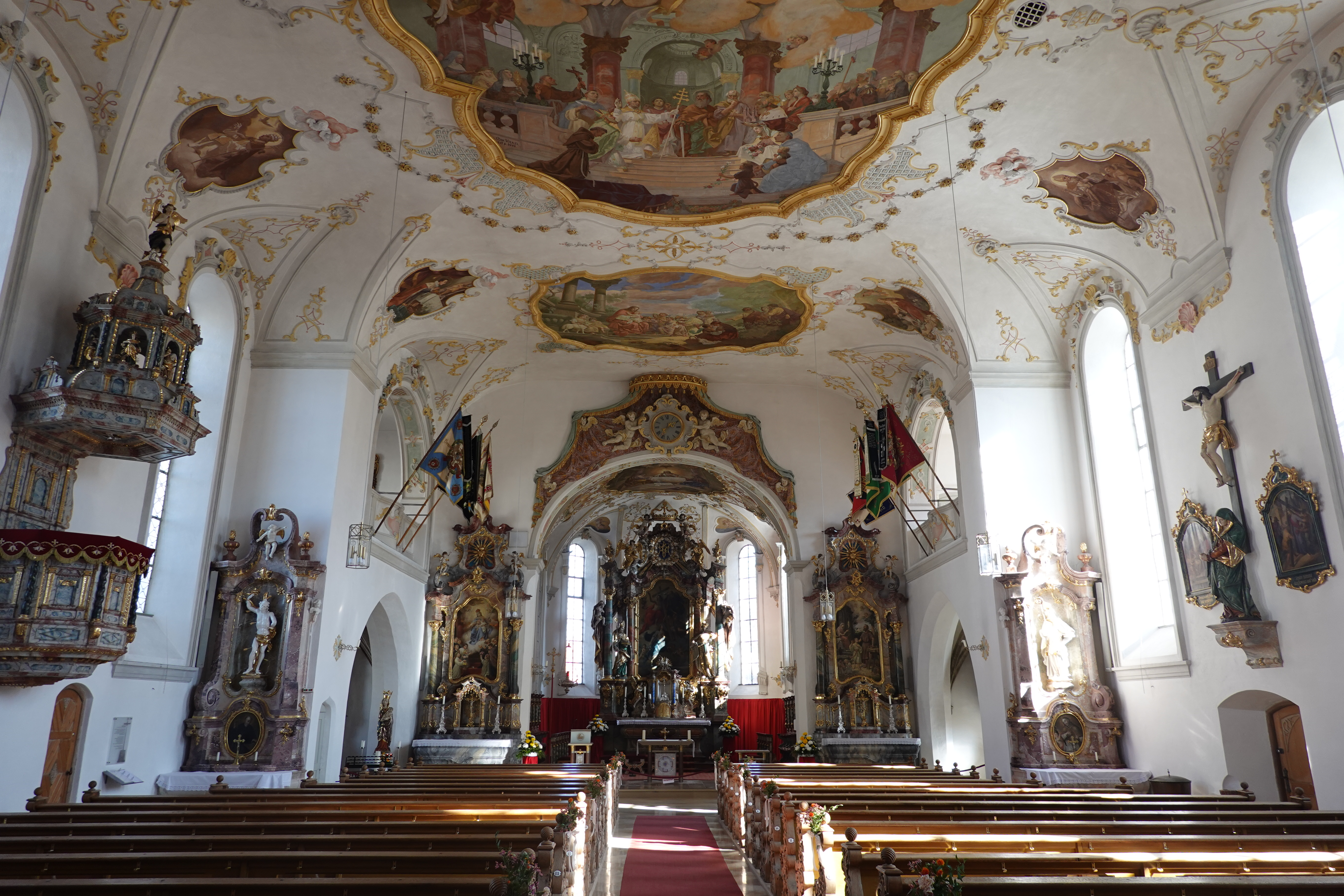
Innenraum

Die römisch-katholische Pfarrkirche Heiligste Dreifaltigkeit steht in Sulzberg im schwäbischen Landkreis Oberallgäu von Bayern. Das Bauwerk ist in der Liste der Baudenkmäler in Sulzberg als Baudenkmal unter der Nr. D-7-80-140-1 eingetragen. Die Pfarrei gehört zum Dekanat Kempten des Bistums Augsburg.

## Beschreibung
Die Saalkirche wurde im Kern im 15. Jahrhundert erbaut. Sie besteht aus einem Langhaus, das um 1730 erweitert wurde, einem eingezogenen, dreiseitig geschlossenen Chor im Osten und einem Chorflankenturm auf quadratischem Grundriss an der Nordwand des Chors, dessen untere Geschosse aus dem Mittelalter stammen. An das östliche Joch des Langhauses wurden beidseitig Anbauten angefügt, in denen sich Kapellen befinden. In der nördlichen Kapelle befand sich ehemals die Grablege der Herren von Schellenberg. Das oberste Geschoss des Chorflankenturms beherbergt hinter den als Triforien gestalteten Klangarkaden den Glockenstuhl, in dem fünf Kirchenglocken hängen. 
Der Innenraum des Langhauses ist mit einem Sterngewölbe überspannt, der des Chors mit einem Stichkappengewölbe. Das um 1730 eingefügte Bandelwerk im Chor wird Johann Anton Pader zugeschrieben. Die Fresken im Langhaus wurden 1919 von Oswald Völkel geschaffen. Den Kreuzweg hat Mitte des 19. Jahrhunderts Ferdinand Wagner gestaltet. Die Orgel wurde 1919 von H. Koulen & Sohn gebaut.